# Мост Харрисон-авеню
Мост Харрисон-авеню (англ. Harrison Avenue Bridge) ― бывший бетонно-мостовой арочный мост, проходивший по улице Харрисон-авеню в городе Скрантон, штат Пенсильвания, США.

## Описание и история
Над тремя пролетами моста возвышалась открытая ребристая арка, а по обе стороны от неё находились ещё две закрытые арки. Мост соединял два берега ручья Роаринг-брук (приток реки Лакаванна). Юго-западная арка возвышалась над железной дорогой Лакаванна―Вайоминг-Вэлли (ж/д линия Лавра), которая в 1964 году была переоборудована в центральную скоростную автомагистраль Скрантона. Северо-восточная арка моста проходила над Делавэрскую, Лакаваннскую и Западную железную дорогу, которая в настоящее время является исторической железной дорогой и управляется администрацией музея Национального исторического места Стимтаун.
Мост был построен в 1921―1922 годах во время т. н. «эры прогрессивизма» благодаря инициативе объединения местных жителей. Проект моста был разработан нью-йоркским инженером-консультантом Абрахамом Бёртоном Коэном, а ходом строительных работ непосредственно руководили главный инженер Департамента общественных работ Скрантона Уильям А. Шунк и его помощник Чарльз Ф. Шредер. В 1988 году Мост Харрисон-авеню был включён в Национальный реестр исторических мест США.
В октябре 2014 года были начаты работы по постройке нового моста в непосредственной близости от старого, которые были завершены в декабре 2017 года. Старый мост был снесен в июне 2018 года.